# Libijska Islamska Grupa Bojowa
Libijska Islamska Grupa Bojowa (ang. LIFG, znana także jako Al-Jama'a al-Islamiyyah al-Muqatilah bi-Libia, arab. الجامعة الإسلامية المقاتلة بليبيا) jest największym radykalnym ugrupowaniem islamistycznym w Libii.
Prowadzili „Dżihad” przeciwko rządom płk Mu’ammara al-Kaddafiego. Jej zwolennicy znajdują się również w wielu krajach azjatyckich, państwach Zatoki Perskiej, Afryce, Europie, szczególnie w Wielkiej Brytanii. Jest częścią światowej siatki terroryzmu islamskiego i jako taka powiązana jest ściśle z Al-Kaidą. Wkrótce po zamachach z 11 września 2001 roku w Nowym Jorku została zdelegalizowana na całym świecie przez Rezolucję ONZ nr 1267.
LIFG został utworzony jesienią 1995 roku w dużej mierze przez najemników libijskich, którzy walczyli przeciwko Związkowi Radzieckiemu w Afganistanie. Organizacja ta stawiała sobie za cel ustanowienie w Libii państwa islamskiego. Według danych międzynarodowych agencji wywiadowczych, jej członkowie uważali rząd libijski za opresyjny, skorumpowany i anty-muzułmański, z czego dwa pierwsze określenia wynikają z tego, że Kaddafi odstąpił od prawdziwego islamu.
Ostre starcia pomiędzy siłami bezpieczeństwa Libii i bojówkami islamistycznymi wybuchły w Bengazi we wrześniu 1995 roku, doprowadzając do dziesiątek ofiar śmiertelnych po obu stronach. Po kilku tygodniach zaciętych walk, organizacja oficjalnie ogłosiła swoje istnienie w deklaracji, w której rząd Kaddafiego określono jako: „rząd niewiernych, którzy bluźnili przeciwko wierze w boga najwyższego a obalenie go jako najważniejszy obowiązek po wierze w boga”. LIFG przyznała się do przeprowadzenia nieudanego zamachu na Kaddafiego w lutym 1996 roku.
Po tych incydentach władze libijskie monitorowały dżihadystów uczestniczących w walkach na całym świecie, którzy następnie powrócili do kraju. Zorganizowano dla nich program społecznej reintegracji, któremu patronowała organizacja charytatywna syna Kaddafiego, Saifa al-Islama.
Jan pisał amerykański dyplomata w 2008 roku w notce ujawnionej przez WikiLeaks „Mieszkańcy wschodniej Libii, a zwłaszcza miasta Darny postrzegają w dalszym ciągu Kaddafa (plemię Kaddafiego) jako niewykształconych, nieokrzesanych natrętów z nie liczących się części kraju, którzy ukradli  prawo rządzenia Libią”.
W marcu 2011 roku członkowie LIFG w Adżdabiji oświadczyli prasie, że grupa poparła bunt przeciwko rządom Kaddafiego, i uznała przewodnictwo Narodowej Rady Tymczasowej. Emir LIFG Abdelhakim Belhadż, został dowódcą Rady Wojskowej w Trypolisie po tym jak rebelianci przejęli stolicę Libii w sierpniu 2011 roku.
Zdaniem wielu międzynarodowych analityków, islamiści związani z tą organizacją już po upadku Dżamahiriji zasilili w części oddziały syryjskiej opozycji walczącej w wojnie domowej. Według tych źródeł libijscy ekstremiści dostarczali też broń dla zbrojnych ugrupowań w Syrii.